# Osvalds Zebris
Osvalds Zebris (ur. 21 lutego 1975) – łotewski pisarz i dziennikarz.

## Życiorys
Ukończył studia ekonomiczne na Uniwersytecie Łotewskim. Pracował w public relations dla agencji Hill & Knowlton i McCann oraz jako dziennikarz w czasopismach takich jak: „Diena”, „Neatkarīgā Rīta Avīze”, „Kapitāls” czy „Domuzīme”. Debiutował  zbiorem opowiadań  Brīvība tīklos. W 2010 roku książka otrzymała nagrodę Literatūras gada balva (Łotewską Nagrodę Literacką). Powieść Gaiļu kalna ēnā została przetłumaczona i wydana w języku  serbskim (2018), węgierskim (2019), bułgarskim (2019) i włoskim (2019).
Od 2013 roku jest członkiem Łotewskiego Związku Pisarzy. Żonaty. Ma 2 dzieci.

## Twórczość
- Brīvība tīklos 2010[2]
- Koka nama ļaudis 2013[2]
- Gaiļu kalna ēnā 2014[2]
- Māra 2019[2]
- Šaubas 2021[2]
- Mežakaija 2022[2]
- Dzīvs! 2025[2]

## Nagrody
- 2010: Literatūras gada balva[2]
- 2017: Nagroda Literacka Unii Europejskiej za książkę Gaiļu kalna ēnā[4]
- 2023:  Literatūras gada balva za powieść Mežakaija[5]